# 2010年バンクーバーオリンピックのアルゼンチン選手団
2010年バンクーバーオリンピックのアルゼンチン選手団（2010ねんバンクーバーオリンピックのアルゼンチンせんしゅだん）は、2010年2月12日から2月28日までカナダのブリティッシュコロンビア州バンクーバー市で開催された2010年バンクーバーオリンピックのアルゼンチン選手団、およびその競技結果。

## アルペンスキー
アルペンスキーには下記の5名が参加した。
男子
- クリスティアン・ジャビエル・シマリ・ビルクネル
- アグスティン・トーレス

女子
- マカレナ・シマリ・ビルクネル
- マリア・ベレン・シマリ・ビルクネル
- ニコル・ガスタルディ

## クロスカントリースキー
クロスカントリースキーには下記の1名が参加した。
- カルロス・ランネス

## リュージュ
リュージュには下記の1名が参加した。
- ルベン・ゴンザレス